# Аварія на шахті Сан-Хосе

Схема шахти, аварії і рятувальної операції (глибина вказана щодо рівня моря)

Аварія на шахті Сан-Хосе — техногенна аварія на шахті Сан-Хосе, поблизу Копіапо, Чилі 5 серпня 2010 року, де стався обвал породи, у результаті якого 33 гірники опинилися замурованими на глибині близько 700 м і приблизно в 5 км від входу в шахту. Унаслідок аварії людям довелося перебувати під землею протягом рекордних 69 діб.

## Перебіг подій
Шахта Сан-Хосе розташована приблизно в 45 кілометрах на північ від міста Копіапо, в однойменній провінції на півночі Чилі. Шахта почала експлуатуватися в 1889 році, там добували мідь і золото. Останніми роками аварії на шахті призвели принаймні до трьох смертей. З 2004 до 2010 року компанію, що володіє шахтою, було накладено 42 штрафи за недотримання вимог безпеки. Загалом у районі пустелі Атакама знаходиться 884 шахти, на які припадає лише три інспектори.
Обвал стався 5 серпня 2010 року о 14 годині за місцевим часом, згідно зі звітом власника шахти, видобувної компанії Empresa Minera San Esteban. Спроби порятунку почалися 6 серпня під керівництвом чилійського міністра праці та соціального забезпечення Лоуренса Голборна, департаменту Чилі з видобутку і дирекції SERNAGEOMIN (національна служба геології та видобутку).
Спочатку рятувальники намагалися потрапити всередину по вентиляційних шахтах, але вони виявилися також завалені. Спроби розчистити завали за допомогою важкої техніки викликали нові обвали, тому довелося міняти тактику і бурити вертикальні свердловини в надії знайти живих. Пошуки увінчалися успіхом 22 серпня — рятувальники підняли бур з запискою від гірників. Її зачитав особисто президент Чилі Себастьян Піньєра: «Ми відчуваємо себе добре і знаходимося у сховищі, нас 33».
До цього дня шахтарі трималися на ощадному раціоні: ложка тунця, половинка печива і півсклянки молока кожні 48 годин. Температура під землею становила 33 градуси за Цельсієм, вологість 90 відсотків.
Рятувальникам довелося вирішувати складну проблему, оскільки рятувальні операції по вилученню гірників з такої великої глибини раніше не проводилися. Ситуація ускладнювалася тим, що шахтарі не проходили спеціальну підготовку для перебування в тривалій ізоляції, яку проходять, наприклад, космонавти.
Був розроблений план порятунку, на здійснення якого мало піти кілька місяців (очікувалося, що шахтарів піднімуть не раніше грудня): за допомогою спеціального гідравлічного бура пройти шурф, всередині якого могла пройти рятувальна капсула. Роботи йшли з випередженням графіка і були закінчені 9 жовтня.
Перебування шахтарів в підземному ув'язненні і хід рятувальних робіт широко висвітлювалися засобами масової інформації.

## Порятунок
Операція з порятунку почалася 13 жовтня о 19:00 за місцевим часом (22:00 UTC). Для порятунку в шахту спустилися шість рятувальників. Усі 33 шахтарі були підняті менше ніж за добу. Шахтарів зустрічали родичі, а також президент Чилі Себастьян Піньєра і президент Болівії Ево Моралес, сам колишній шахтар. Порятунок шахтарів коштував Чилі 22 мільйони доларів.

## У культурі
У серпні 2015 року вийшов фільм «33» («The 33») з Антоніо Бандерасом в головній ролі.